# Tetramorium microgyna
Tetramorium microgyna är en myrart som beskrevs av Santschi 1918. Tetramorium microgyna ingår i släktet Tetramorium och familjen myror. IUCN kategoriserar arten globalt som sårbar. Inga underarter finns listade i Catalogue of Life.